# Насолода (фільм, 2013)
«Насолода» — шведський короткометражний фільм Ніндзі Тіберг 2013 року.

## Сюжет
Фільм розповідає про історію дівчини Марі (яку грає Дженні Хаттон), яка погоджується виконати сцену подвійного анального сексу у жорсткому порно відео, щоб зберегти свою роботу. Короткометражка розповідає про темну сторону порноіндустрії.
Він здобув нагороду «Semaine de la Critique», також відому як Canal + Award на Каннському кінофестивалі 2013 року, і транслювався на Canal + у Франції. Розширена версія дебютувала на кінофестивалі Санденс.

## Продовження
Тіберг адаптувала цю короткометражку в однойменний повнометражний фільм, його випустила 2022 року компанія NEON.